# Jaroslav Bendl
Jaroslav Bendl (15 ottobre 1947 – 27 aprile 2025) è stato un calciatore cecoslovacco, di ruolo difensore.

## Carriera

### Nazionale
Il 26 settembre 1973 affronta la Nazionale scozzese (2-1) nel suo primo incontro internazionale con la Cecoslovacchia.

## Palmarès

### Club

#### Competizioni nazionali
- Coppa di Cecoslovacchia: 1

Dukla Praga: 1968-1969
- Campionato cecoslovacco: 1

Dukla Praga: 1976-1977